# Gynoug
' 'Gynoug  ( ジノーグ   Jinōgu?), lanzado como Wings of Wor en América del Norte, es un shoot 'em up videojuego para Mega Drive, desarrollado por  Masaya y publicado por  NCS Corporation en 1991.  Mean Machines revista crítica del título, que le da un 88%.

## Argumento
Los cielos están siendo atacados por los demonios de la UCCI, encabezados por uno conocido como el Ángel 'Destructor' Wor; para ello debes llevar la lucha al mismo UCCI y poner fin a los planes oscuros del 'destructor'.
En la ronda final': Orrpus (Ronda 4) aparece en primer lugar. Posteriormente, el jefe final aparece: Lo que era antes un humanoide, pero con la caja torácica expuesta y una criatura similar a las medusas pero dadas vuelta boca arriba, a la vez que se acurruca en posición fetal, mas toma la forma de una gran mano con garras en lugar de piernas. Dispara esporas blancas de su abdomen, que flotan lentamente y no desaparecen hasta que el jefe es derrotado. En el manual de instrucciones el último jefe no tiene nombre, simplemente exhorta al jugador a "¡¡prepararse para lo peor!!".

## Recepción
MegaTech elogió los power-ups y los gráficos utilizados para los jefes.